# One More Time (film)
One More Time is een film met Sammy Davis jr. en Peter Lawford in de hoofdrollen, geregisseerd door de befaamde komiek Jerry Lewis. Het is een vervolg op de film Salt & Pepper, waarin ook Davis en Lawford spelen.

## Rolverdeling
| Acteur            | Personage                               |
| ----------------- | --------------------------------------- |
| Sammy Davis jr.   | Charles Salt                            |
| Peter Lawford     | Christopher Pepper / Lord Sydney Pepper |
| Maggie Wright     | Miss Tomkins                            |
| Ester Anderson    | Billie                                  |
| John Wood         | Figg                                    |
| Dudley Sutton     | Wilson                                  |
| Percy Herbert     | Mander                                  |
| Anthony Nicholls  | Candler                                 |
| Allan Cuthbertson | Belton                                  |
| Edward Evans      | Gordon                                  |
| Leslie Sands      | Inspector Glock                         |
| Glyn Owen         | Dennis                                  |
| Peter Cushing     | Baron Frankenstein                      |
| Christopher Lee   | The Vampire                             |
| Jerry Lewis       | Bandleader (voice)                      |